# Prepow
Prepow ist ein Ortsteil der Gemeinde Zernien in der Samtgemeinde Elbtalaue, die zum niedersächsischen Landkreis Lüchow-Dannenberg gehört. Das Dorf liegt etwa fünf Kilometer südlich vom Kernbereich von Zernien.

## Geschichte
Am 30. Mai 1417 wird der Ort in den Wendländischen Regesten erstmals erwähnt. Am 1. Juli 1972 wurde Prepow bei der Niedersächsischen Gebietsreform in die Gemeinde Zernien eingegliedert.

## Fernmeldeturm
Rund 1200 Meter östlich steht auf dem Pampower Berg (140 m ü. NN) ein von der Deutschen Bundespost gebauter Fernmeldeturm. Das intern Funkübertragungsstelle Zernien 1 genannte Bauwerk ist 108 m hoch und war während der Teilung Deutschlands Teil der Richtfunkverbindungen nach West-Berlin.